# Andreas Hellmann (Ärztefunktionär)
Andreas Hellmann (* 18. April 1952 in Augsburg) ist ein deutscher Arzt und Ärztefunktionär.
Hellmann ist Facharzt für Lungenheilkunde, Innere Medizin, Allergologie, Sport-, Sozial- und Umweltmedizin.
Bis März 2011 war er Vorsitzender der Vertreterversammlung der Kassenärztlichen Bundesvereinigung (KBV) als Nachfolger des Anfang Oktober 2006 verstorbenen Heinz-Michael Mörlein.
Er war bis Ende 2010 Regionaler Vorstandsbeauftragter der Kassenärztlichen Vereinigung Bayerns für die Region Schwaben. Außerdem ist er Vorstandsvorsitzender des Bundesverbands der Pneumologen und Mitglied im Vorstand der Deutschen Gesellschaft für Pneumologie. 
Hellmann engagiert sich besonders für den Umweltschutz. Er ist Mitglied in zahlreichen umweltmedizinischen Organisationen und Träger des Umweltschutzpreises des Bundes für Umwelt und Naturschutz Deutschland (BUND).
Von 1971 bis 1990 war Hellmann mehrfacher deutscher Meister im Schwimmen und ging bei den Olympischen Spielen 1972 für die Bundesrepublik an den Start. Er ist verheiratet und hat zwei Töchter.